# Tenerobotys
Anania là một chi bướm đêm thuộc họ Crambidae.